# Хром-кобальт-молибденовые сплавы
Сплавы хром-кобальт-молибденовые относятся к Co-Cr сплавам. Они применяются в изготовлении заменителей натуральных зубов. Профессиональное название Хро-Ко-Мо.

## Состав
В зависимости от изготовителя, меняется в пределах:
- примерно 62—66 % Co
- примерно 27—31 % Cr
- примерно 4—5 % Mo
- примерно 3—5 % Ti

Кроме того, в небольших количествах: С, Si, Mn и Fe.

## Свойства
Физические свойства
- Уд. вес: прим. 8 г/см³
- Темп. плавл.: от 1250 °C до 1500 °C

Положительные свойства, позволяющие применять в зубных протезах:
- очень легко-текучи, что позволяет отливать очень точные модели
- высокая твёрдость
- высокая эластичность (вдвое выше, чем у сплавов благородных металлов)
- отсутствие коррозии
- не меняют цвет во рту от слюны и еды
- хорошие свойства при пайке (важно при добавлении протезов)